# Carter County (Oklahoma)
Das Carter County ist ein County im US-Bundesstaat Oklahoma. Das U.S. Census Bureau hat bei der Volkszählung 2020 eine Einwohnerzahl von 48.003 ermittelt. Der Verwaltungssitz (County Seat) ist Ardmore.

## Geographie
Das County liegt im Süden von Oklahoma, ist etwa 25 km von Texas entfernt und hat eine Fläche von 2.159 Quadratkilometern, wovon 26 Quadratkilometer Wasserfläche sind. Es grenzt an folgende Countys: 
| Stephens County  | Garvin County | Murray County   |
|                  |               | Johnston County |
| Jefferson County | Love County   | Marshall County |

## Geschichte
Carter County wurde am 16. Juli 1907 als Original-County aus Chickasaw-Land gebildet. Benannt wurde es nach Ben W. Carter, einem Cherokee und Hauptmann der United States Army.
23 Bauwerke und Stätten des Countys sind im National Register of Historic Places (NRHP) eingetragen (Stand 27. Mai 2018).

## Demografische Daten
Nach der Volkszählung im Jahr 2010 lebten im Carter County 47,557 Menschen in 18.579 Haushalten. Die Bevölkerungsdichte betrug 22,3 Einwohner pro Quadratkilometer. 
Ethnisch betrachtet setzte sich die Bevölkerung zusammen aus 74,4 Prozent Weißen, 6,7 Prozent Afroamerikanern, 8,9 Prozent amerikanischen Ureinwohnern, 1,1 Prozent Asiaten sowie aus anderen ethnischen Gruppen; 6,6 Prozent stammten von zwei oder mehr Ethnien ab. Unabhängig von der ethnischen Zugehörigkeit waren 5,3 Prozent der Bevölkerung spanischer oder lateinamerikanischer Abstammung.
In den 18.579 Haushalten lebten statistisch je 2,48 Personen. 
25,8 Prozent der Bevölkerung waren unter 18 Jahre alt, 59,2 Prozent waren zwischen 19 und 64 und 15,0 Prozent waren 65 Jahre oder älter. 51,4 Prozent der Bevölkerung war weiblich.

Das jährliche Durchschnittseinkommen eines Haushalts betrug 37.352 USD. Das Prokopfeinkommen betrug 20.184 USD. 16,9 Prozent der Einwohner lebten unterhalb der Armutsgrenze.

## Städte und Gemeinden
| Citys - Ardmore - Healdton - Lone Grove - Wilson | Towns - Dickson - Gene Autry - Ratliff City | - Springer - Tatums |